# Nicolas Ruwet
Nicolas Ruwet (* 31. Dezember 1932 in Saive, Blegny; † 14. November 2001 in Paris) war ein französischer Linguist und Romanist belgischer Herkunft.

## Leben und Werk
Ruwet studierte in Lüttich und am Massachusetts Institute of Technology (MIT), wo er mit der Generativen Grammatik in Berührung kam. Er forschte zuerst in Belgien, dann als Professor an der 1971 gegründeten Universität Paris VIII.
Ruwet war auch musikwissenschaftlich kompetent.

## Werke
- Von den Widersprüchen der seriellen Sprache, in: Die Reihe 6, 1960, S. 59–70 (französisch: Conctradictions du langage sériel, in: Revue belge de musicologie 13, 1959, S. 83–87, auch in: Langage, Musique, Poésie, Paris 1972, S. 23–40)
- (Übersetzer und Hrsg.) Roman Jakobson, Essais de linguistique générale, Paris 1963, 2003
- (Hrsg.) La grammaire générative, in: Langages 4, 1966
- Introduction à la grammaire générative, Paris 1967, 2. Auflage 1970 (englisch: Amsterdam/London 1973, spanisch: Madrid 1974, italienisch: Florenz 1979)
- Langage, musique, poésie, Paris 1972, 1992 (italienisch: Turin 1983)
- Théorie syntaxique et syntaxe du français, Paris 1972, 1987
- (Hrsg. zusammen mit Ferenc Kiefer) Generative grammar in Europe, Dordrecht 1973
- (Hrsg. zusammen mit Christian Rohrer) Actes du colloque franco-allemand de grammaire transformationnelle, 2 Bde., Tübingen 1974
- (Hrsg. zusammen mit Julia Kristeva, Jean-Claude Milner) Langue, discours, société, pour Émile Benveniste, Paris 1975
- Grammaire des insultes et autres études, Paris 1982
- Synekdochen und Metonymien, in: Theorie der Metapher, hrsg. von Anselm Haverkamp, Darmstadt 1983, S. 253–282 (Übersetzung aus dem Frz.)
- Linguistica e poetica, Bologna 1986
- Syntax and human experience, hrsg. und übersetzt von John Goldsmith, Chicago/Londres 1991
- (Hrsg.) Francs-tireurs de la linguistique, in: Recherches linguistiques de Vincennes 22, 1993
- (Hrsg. zusammen mit Jean-Michel Gouvard und Marc Dominicy) Linguistique et poétique après Jakobson, in: Langue française 110, 1996